# Кучаго
Куча̀го (на италиански: Cucciago; на ломбардски: Cusciagh, Кушаг) е малко градче и община в Северна Италия, провинция Комо, регион Ломбардия. Разположено е на 349 m надморска височина. Населението на общината е 3376 души (към 2017 г.).